# Cédric Makiadi
Cédric Makiadi Mapuata (ur. 23 lutego 1984 w Kinszasie) – kongijski piłkarz grający na pozycji pomocnika.